# Robert Balchin
 (juin 2021).
Pour les articles homonymes, voir Balchin.
Robert George Alexander Balchin baron Lingfield (né le 31 juillet 1942) est un pédagogue britannique, connu comme un défenseur et un pionnier de l'autonomie scolaire.

## Carrière
Il est directeur général de l'Ambulance Saint-Jean de 1984 à 1990 et président du Grant-Maintained Schools Center de 1989 à 1999. Il est président du Center for Education Management depuis 1995.
Fait chevalier en 1993, il est élevé à la pairie en tant que pair à vie le 17 décembre 2010, avec le titre de baron Lingfield, de Lingfield dans le comté de Surrey.
Il est Chevalier Principal (président du Conseil des Chevaliers) de l'Imperial Society of Knights Bachelor de 2006 à 2012, et il est colonel honoraire de Humberside et South Yorkshire ACF depuis 2004.
Il est président des administrateurs d'ARNI. Il est également président de la League of Mercy Foundation et lieutenant adjoint du Grand Londres, Freeman de la ville de Londres, il est aussi un liveryman des confréries des orfèvres, Broderers', et des apothicaires.
Lord Lingfield est le patron de l'association caritative MaleVoicED, une organisation caritative qui soutient tous les hommes souffrant de troubles de l'alimentation.
Lord Lingfield siège sur les bancs conservateurs de la Chambre des lords et s'exprime principalement sur l'Éducation. Il a écrit de nombreux articles sur l'éducation et la politique. Il lance une initiative pour les écoles.